# ونمیسا، موهو پاریش
ونمیسا، موهو پاریش (به لاتین: Vanamõisa, Muhu Parish) یک روستا در استونی است که در شهرستان ساره واقع شده‌است.